# Cacicus
Cacicus – rodzaj ptaków z podrodziny kacykowców (Cacicinae) w rodzinie kacykowatych (Icteridae).

## Zasięg występowania
Rodzaj obejmuje gatunki występujące w Ameryce Centralnej i Południowej.

## Morfologia
Długość ciała samców 20,7–37 cm, samic 19,3–29 cm; masa ciała samców 34,6–187,7 g, samic 30,2–101,4 g.

## Systematyka

### Etymologia
Cacicus: hiszpańska nazwa Cacique dla kacyka, od nazwy cacike oznaczającej w języku Tainów ‘szefa’, od majańskiego cakchikeles ‘wódz’.

### Podział systematyczny
Do rodzaju należą następujące gatunki:
- Cacicus chrysopterus (Vigors, 1825) – kacykowiec żółtoskrzydły
- Cacicus koepckeae Lowery & O’Neill, 1965 – kacykowiec żółtorzytny
- Cacicus sclateri (A.J.C. Dubois, 1887) – kacykowiec żałobny
- Cacicus cela (Linnaeus, 1758) – kacykowiec żółtosterny
- Cacicus uropygialis Lafresnaye, 1843 – kacykowiec szkarłatnorzytny
- Cacicus chrysonotus d’Orbigny, 1838 – kacykowiec andyjski
- Cacicus latirostris Swainson, 1838 – kacykowiec amazoński
- Cacicus oseryi Deville, 1849 – kacykowiec hełmiasty
- Cacicus haemorrhous (Linnaeus, 1766) – kacykowiec czerwonorzytny